# رابرت ال بایر
رابرت ال بایر (انگلیسی: Robert L. Byer؛ زاده) دانشمند اهل ایالات متحده آمریکا است.